# Grzebyczak żółtawy
Grzebyczak żółtawy (Cteniopus sulphureus) – gatunek chrząszcza z rodziny czarnuchowatych (Tenebrionidae) o charakterystycznym żółtym ubarwieniu ciała.

## Opis
Imago długie na 7-9 mm. Całe ciało jasno żółte, z wyjątkiem brązowych czułek i stóp oraz czarnego zakończenia odwłoka; czasami obserwowane są osobniki o ciemnej głowie albo przedpleczu. Głowa wydłużona i gładka, podobnie jak nieco węższe od podstawy pokryw przedplecze. Oczy czarne. Pokrywy o ubarwieniu jaśniejszym niż reszta ciała, pokryte rzędami podłużnych rowków. Drobnymi szczecinkami pokryty jest odwłok, pokrywy i golenie.

## Biologia
Imagines obserwowane latem, od czerwca do sierpnia. Zamieszkują ciepłe i dobrze nasłonecznione tereny, łąki, murawy, baldachowiska. Odżywiają się pyłkiem kwiatów różnych gatunków roślin zielnych oraz bylin. Często obserwowane grupami na baldaszkach roślin selerowatych. Larwy saproksylofagiczne, żerują na martwym drewnie. Do przepoczwarzenia dochodzi zazwyczaj po okresie dwóch lat.

## Występowanie
Gatunek palearktyczny. Powszechny w Europie Zachodniej i Środkowej, rzadszy na północy i południu kontynentu. Pojedyncze obserwacje także z Azji Zachodniej i Środkowej.
W Polsce prawdopodobnie obecny na terenie całego kraju, choć z niektórych regionów notowany sporadycznie. Lokalnie bywa jednak liczny.